# Net.art
Net.art, también llamado net(dot)art, arte.en.red, o simplemente Net art (sin el punto intermedio), se refiere a un género de producciones artísticas realizadas ex profeso y para la red Internet, o a un movimiento específico de artistas de origen europeo que introdujeron ciertas prácticas artísticas en la década de los noventa coincidiendo con el desarrollo de la World Wide Web.
El net.art es una de las formas de Arte interactivo habilitadas por los soportes digitales, y las prácticas comunicativas generadas por ellos.
La denominación net.art designa las prácticas artísticas que apuntan a una experiencia estética específica de internet como soporte de la obra, y dialogan o exploran prácticas comunicativas en la cibercultura.

## Descripción
El escritor e investigador especialista en tecnología Alexander R. Galloway introdujo el término (web) site specificity, para referirse a esa especificidad del net.art:

El gran reto del net.art es demostrar autonomía. La clara visión de Marshall McLuhan, según la cual el contenido de cada medio es siempre el medio anterior nos recuerda que el net.art tiene que hacerse nativo de su propio medio: y para el net.art eso significa el ordenador. Muchos han intentado que el contenido del net.art fuese la pintura o el vídeo, o incluso el hipertexto: pero se han visto defraudados por la pertinaz evidencia de la «especificidad de ubicación(web)»* del net.art.

¿Qué es exactamente lo específico del net.art? ¿Qué es la especificidad de ubicación(web)? Dos posibles respuestas son lo que llamo «pura estética net» y «net conceptualismo». El primero es una especie de «arte por el arte» representado por artistas como Jodi o Olia Lialina. El segundo es un tipo de web-escultura que explora los límites de la red. Podría reconocerse en proyectos como el «_readme» de Heath Bunting o el net-bloqueador del Teatro de la Resistencia Electrónica. Creo que esas dos son las direcciones en que el net.art evolucionará en el futuro.

Una obra de net.art tiene como característica fundamental el uso de los recursos de la red para producir la obra. Esto puede ser en forma de uso de datos tomados de internet o del usuario, o uso de programación en el servidor, formularios, correo electrónico, etc. Ejemplos de lo que no es net.art son películas autónomas interactivas en Adobe Flash que podrían ser reproducidas offline, ni tampoco toda forma de documentación sobre obras de arte que están fuera de línea (webs de museos, galerías, etc.).
Rachel Greene dice al respecto:

«Net.art significaba detournements en red, discurso a través de textos singulares e imágenes, definido todo ello más por los enlaces, e-mails e intercambios que por una estética “óptica”. Lo que las imágenes de los proyectos de net.art aportan a estas páginas, visto fuera de su espacio nativo de HTML, fuera de su cualidad de red, de su hábitat social, supone con relación al net.art el equivalente a ver los animales en los zoológicos».

## Origen
En diciembre de 1995 Vuk Cosic, recibió un correo electrónico anónimo, que debido a una incompatibilidad de software era ilegible, a excepción de un fragmento en el que podía distinguirse lo siguiente: J8~g#|\;Net. Art{-^s1
Cosik trabajaba en ese momento en el mundo del arte en la red y pensó que era un nombre perfecto para las actividades en las que estaba involucrado: de esta manera habría nacido el término que luego se convirtió en toda una cultura con infinidad de entradas en la red.
Meses después, Cosic mandó ese mensaje a Igor Markovic quien consiguió, a través de un software, descifrar el mensaje, y resultó ser simplemente un manifiesto donde se culpaba a las instituciones artísticas tradicionales de todos los pecados posibles. Con esto se creó el mito que dio a entender que el nacimiento del término Net.Art fue un «ready-made».

## Hipertexto y Net.art
El hipertexto, un tipo de Hipermedia,  se convirtió para los Net-artistas en una de las herramientas más indispensables e importantes para la realización de sus obras.
En 1966 el hipertexto fue conceptualizado por Ted Nelson en relación con el tipo de escritura y los procesos de pensamiento que podían darse trabajando con computadoras. Los artistas no dudaron en explorar todas y cada una de las posibilidades que este podía ofrecer. Se creó, entonces, un vínculo muy estrecho entre Net.art, y Narrativa digital, ya que muchos Net-Artistas podían crear sus obras reestructurando novelas, de forma hipertextual, creando una nueva forma de contar historias, thrillers, composiciones, etc.
A este vínculo se le denominó como Narrativa hipertextual o Hiperficción.

## Arte.Red
Arte.Red es una historia del net.art navegable que, durante los años 2000 a 2005,  se realizó para  presentarla simultáneamente en línea en la web www.arte-red.net y en el formato exposición en unas pantallas en el expositor del diario EL PAÍS, en la feria de arte contemporáneo ARCOmadrid. Estos trabajos fueron realizados y pensados expresamente para Internet.
Arte.Red, es una amplia y documentada web que recoge la historia y desarrollo cronológico del Net art,  los autores son los colaboradores especialistas en arte electrónico del diario español El País, Roberta Bosco y Stefano Caldana. La investigación y documentación de estos dos autores fue publicada periódicamente en el País Digital.

## Net-Artistas destacados
- Jodi
- Mark Amerika
- Gustavo Romano
- Brian Mackern
- Arcángel Constantini
- Daniel García Andujar
- Marisa González
- Ricardo Iglesias